# Dobrínishte
Dobrínishte (en búlgaro: Добрѝнище) es una localidad de Bulgaria, perteneciente al municipio de Bansko en la provincia de Blagóevgrad.

## Geografía
Se encuentra a una altitud de 843 m s. n. m. a 174 km de la capital nacional, Sofía.

## Demografía
Según estimación 2012 contaba con una población de 2 557 habitantes.
|         | 2004 | 2005 | 2006  | 2007  | 2008  | 2009  | 2010  |
| Mujeres | s/d  | s/d  | 1 421 | 1 418 | 1 414 | 1 398 | 1 371 |
| Varones | s/d  | s/d  | 1 380 | 1 378 | 1 350 | 1 338 | 1 310 |
| Total   | s/d  | s/d  | 2 801 | 2 796 | 2 764 | 2 736 | 2681  |